# Пинто, Козимо
Ко́зимо Пи́нто (итал. Cosimo Pinto, 14 марта 1943, Новара) — итальянский боксёр полутяжёлой весовой категории, выступал за сборную Италии в середине 1960-х годов. Чемпион летних Олимпийских игр в Токио, чемпион Средиземноморских игр, обладатель бронзовой медали чемпионата Европы, участник многих международных турниров и матчевых встреч.

## Биография
Козимо Пинто родился 14 марта 1943 года в городе Новара, регион Пьемонт. Активно заниматься боксом начал в раннем детстве в спортивном клубе «Эсерчито», затем продолжил подготовку во время службы в Вооружённых силах. Первого серьёзного успеха на ринге добился в 1963 году, когда в полутяжёлом весе выиграл золотую медаль на Средиземноморских играх в Неаполе. Благодаря удачному выступлению на отборочных соревнованиях и на чемпионате мира среди военнослужащих удостоился права защищать честь страны на летних Олимпийских играх 1964 года в Токио. На Олимпиаде победил всех своих соперников, в том числе болгарина Александра Николова и советского боксёра Алексея Киселёва в полуфинале и финале соответственно.
Получив золотую олимпийскую медаль, Пинто ещё довольно долго продолжал выходить на ринг в составе итальянской национальной сборной, принимая участие в крупнейших международных турнирах. Так, в 1965 году он стал чемпионом Италии в полутяжёлой весовой категории, в 1967-м повторил это достижение и съездил на чемпионат Европы в Рим, откуда привёз медаль бронзового достоинства (на стадии полуфиналов проиграл немцу Петеру Герберу). Вскоре после этих соревнований принял решение завершить карьеру спортсмена и покинул сборную. В отличие от большинства своих соотечественников, Козимо Пинто не стал переходить в профессиональный бокс, вместо этого он предпочёл службу в Вооружённых силах.